# Котайкская епархия
Котайкская епархия Армянской Апостольской церкви (арм. Կոտայքի թեմ) — действующая епархия Армянской Апостольской церкви Эчмиадзинского католикосата, в юрисдикцию которой входит Котайкская область Армении. Центром является город Цахкадзор, церковь Григория Просветителя монастыря Кечарис. Предводителем епархии является архиепископ Аракел Карамян.

## История
Епархия берёт своё начало от образованного в 1031 году Бжнийского епископского престола. Со временем влияние Бжнийского престола возросло, его епископы назывались архипастырями Араратской области, а сама Араратская епархия в 1390 году присоединилась к Бжнийской.

## Охват
Котайкская епархия была учреждена 30 мая 1996 года грамотой Католикоса всех армян Гарегина I и охватывает одноимённую область Армении. Кафедральным собором епархии является расположенный в Цахкадзоре храм Сурб Григор Лусаворич (Св. Григория Просветителя) монастыря Кечарис.

## Церкви и монастыри епархии

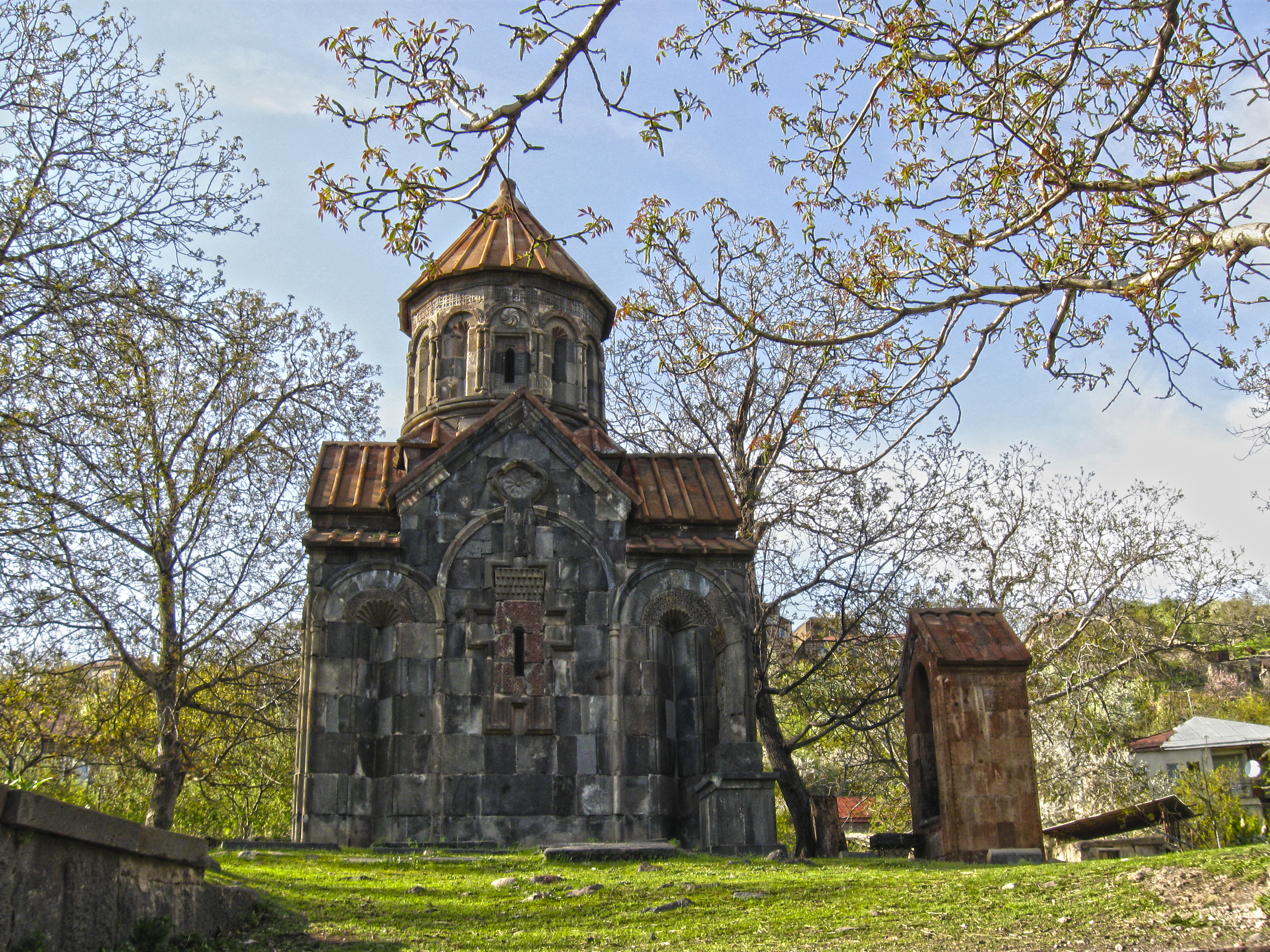
Маштоц Айрапет
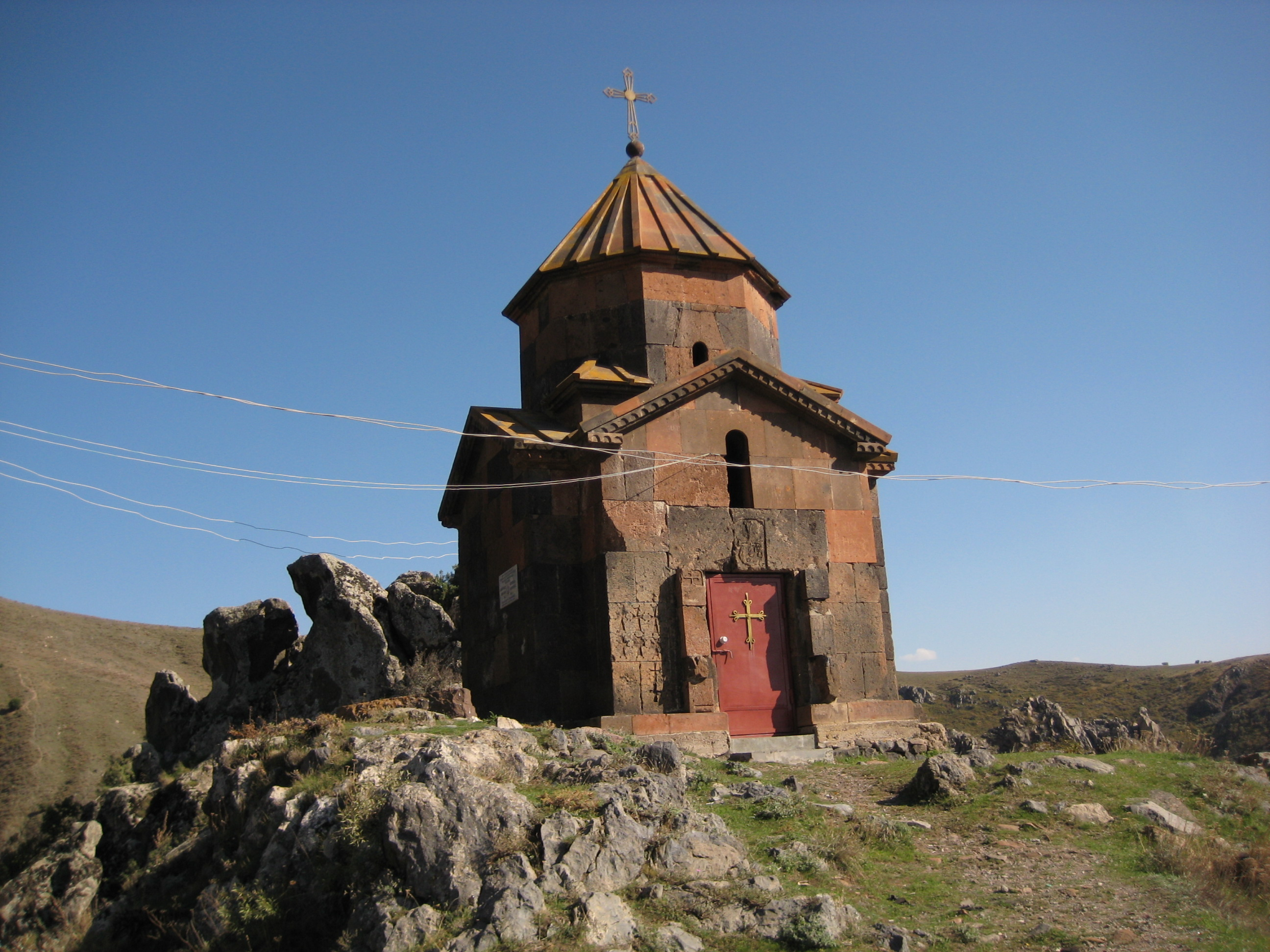
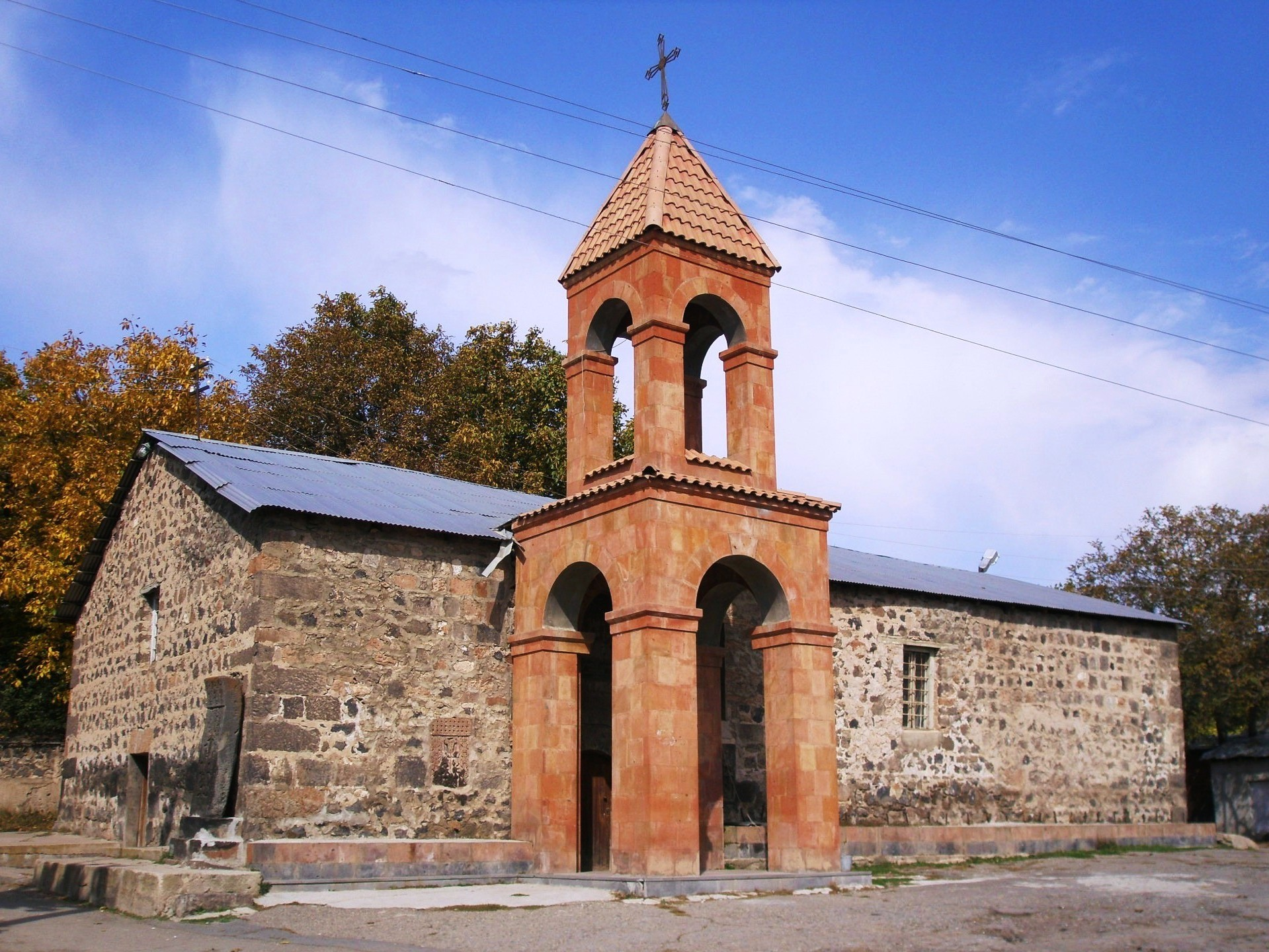
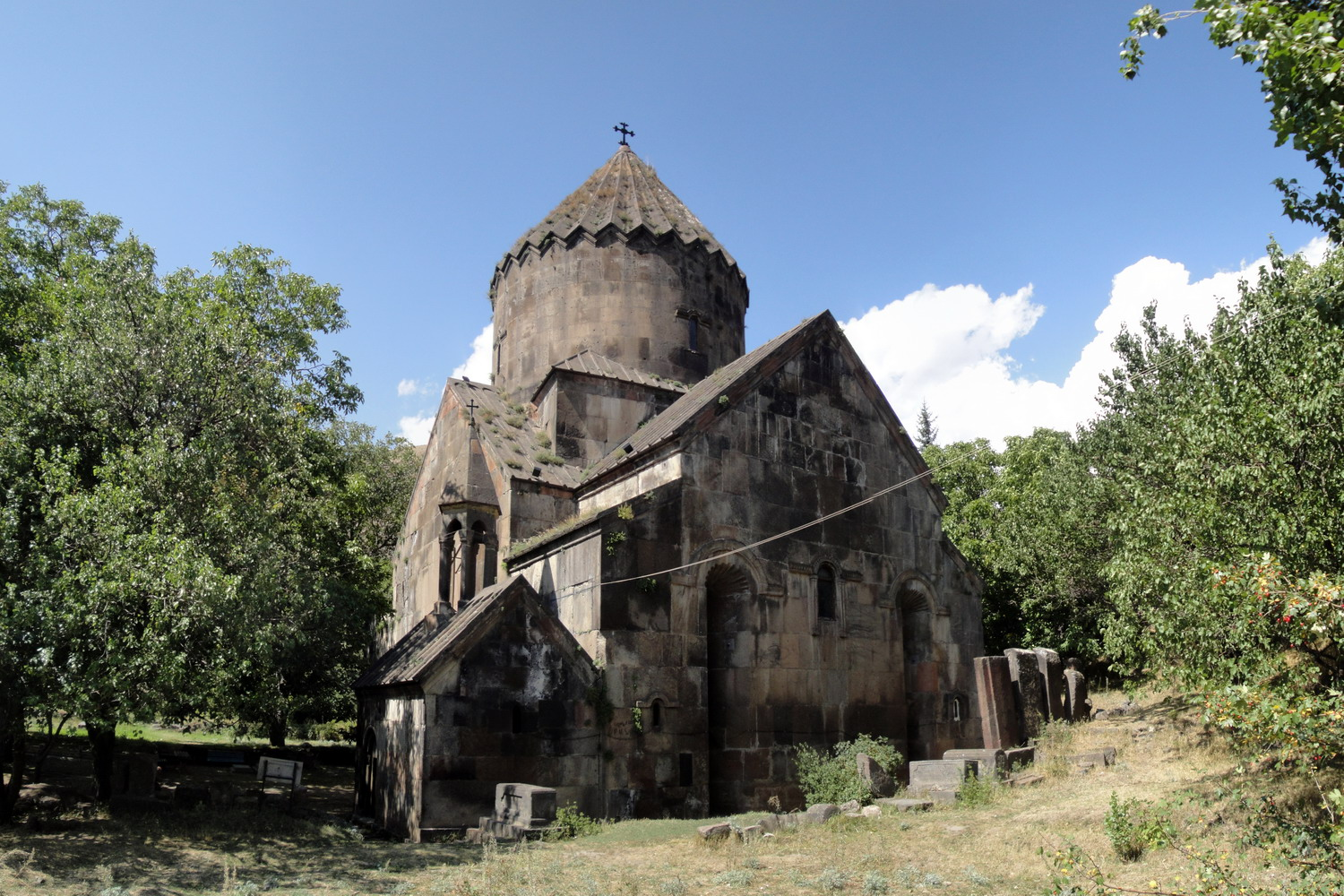
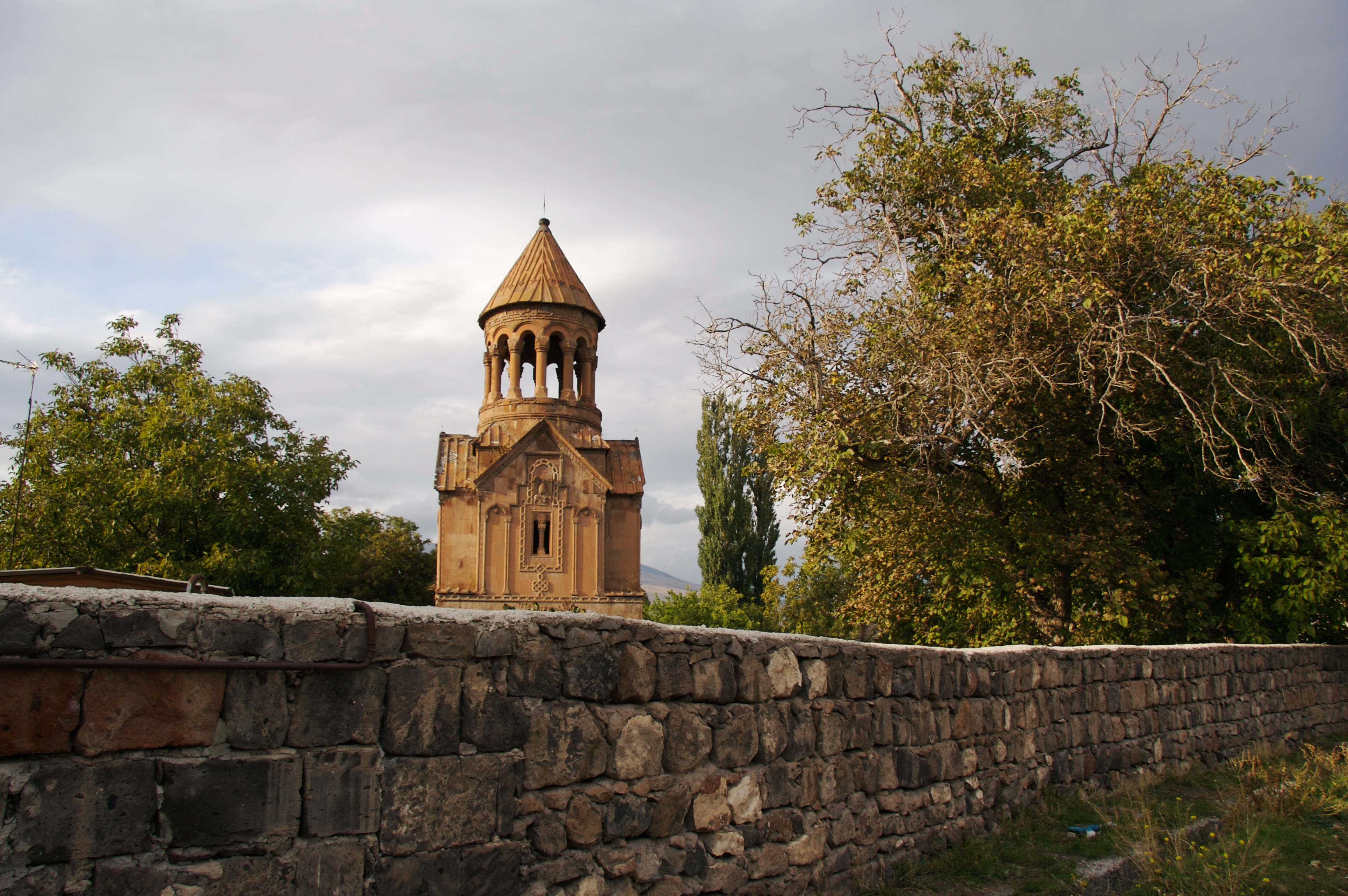
Егвард
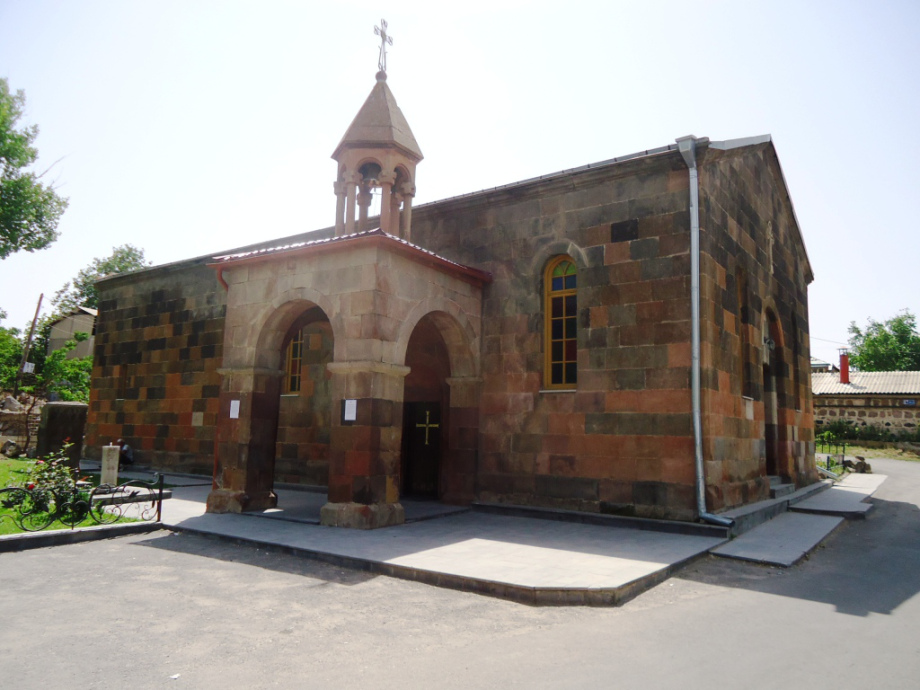
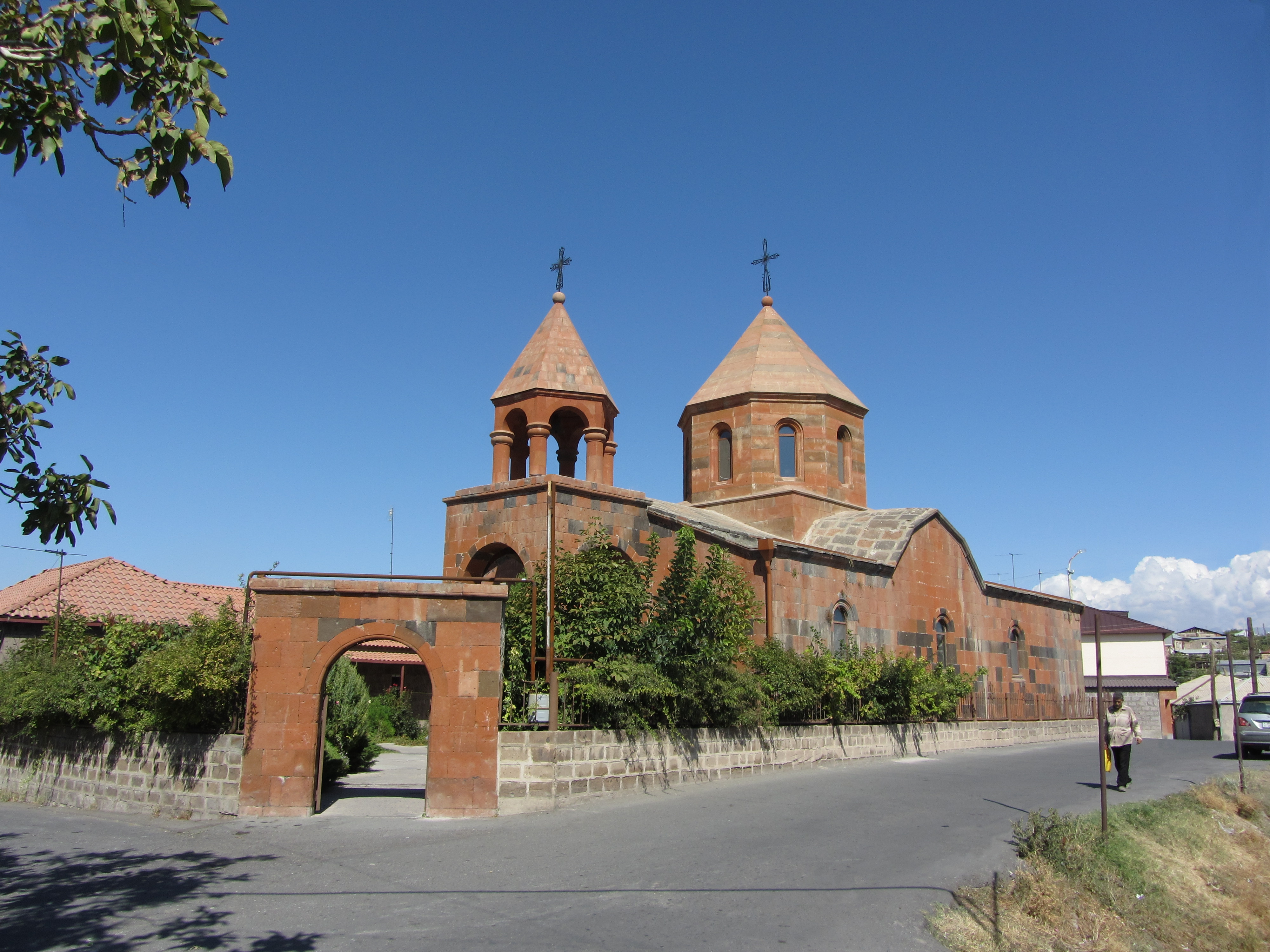
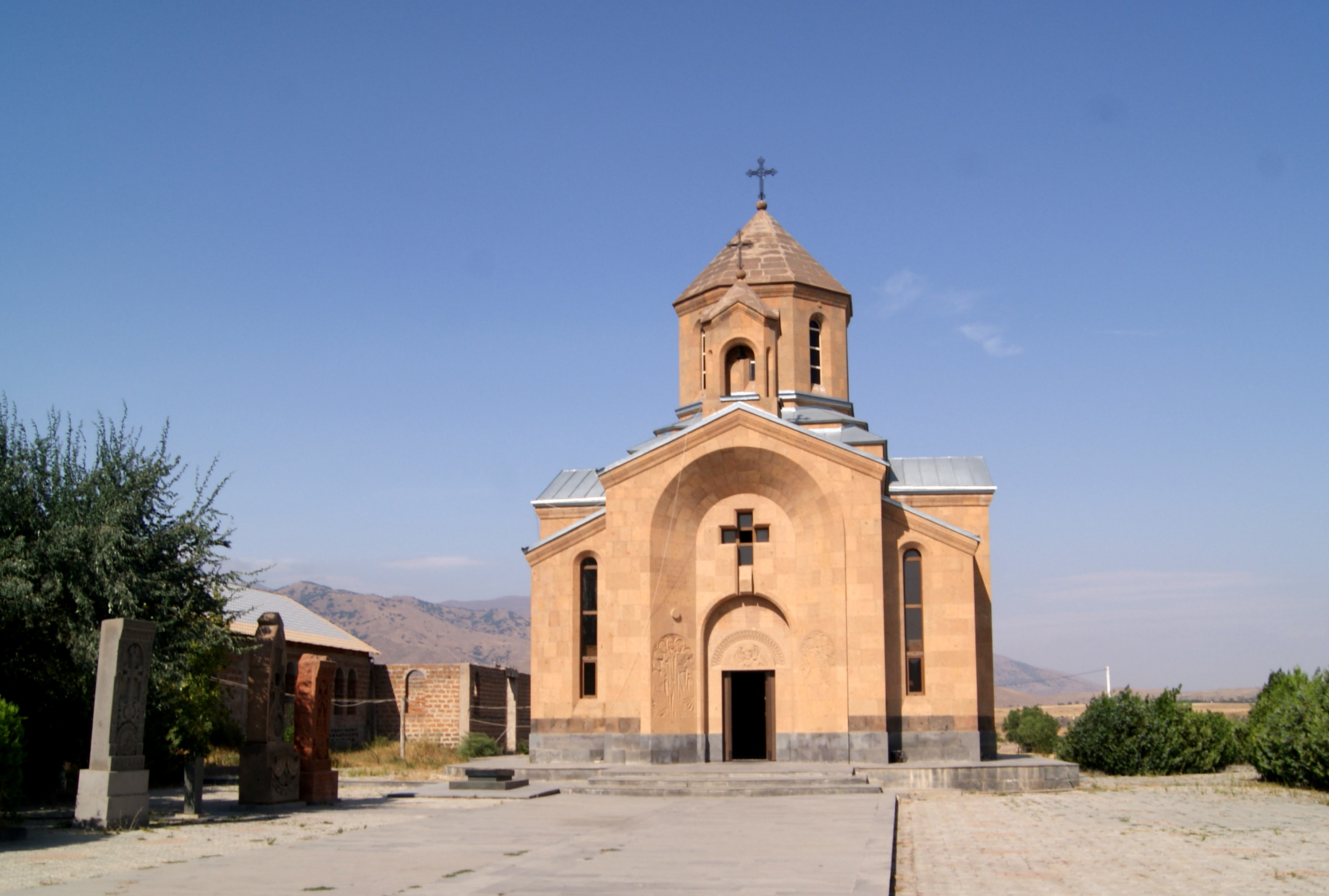